# Juleknas
|  | Juleknas, spiseligt - se Juleknas (album) for julealbum |
Juleknas er en fælles betegnelse for er forskelligt velsmagende spiseligt, som traditionelt fortæres i julemåneden. 
Blandt andet kan nævnes:
- Slik, 
  - Chokolade af diverse slags: som ren chokolade eller fyldte chokolader
  - Marcipan
  - Konfekt
- Nødder
- Småkager
  - Brunkager
  - Pebernødder
  - Klejner
  - Honningkager
- Frugt
  - (Jule)-appelsiner
  - Abrikoser
  - Mandariner
  - Klementiner
  - Æbler